# USS Vogelgesang (DD-862)
USS Vogelgesang (DD-862) là một tàu khu trục lớp Gearing được Hải quân Hoa Kỳ chế tạo vào giai đoạn cuối Chiến tranh Thế giới thứ hai. Nó là chiếc tàu chiến thứ hai của Hải quân Mỹ được đặt cái tên này, nhưng là chiếc duy nhất được đóng, theo tên Chuẩn đô đốc Carl Theodore Vogelgesang (1869-1927), người từng tham gia Chiến tranh Tây Ban Nha-Hoa Kỳ, Chiến tranh Philippines-Hoa Kỳ và Thế Chiến I, và được tặng thưởng Huân chương Chữ thập Hải quân. Hoàn tất khi chiến tranh đã sắp kết thúc, con tàu tiếp tục phục vụ trong giai đoạn Chiến tranh Lạnh và Chiến tranh Việt Nam cho đến năm 1982. Con tàu được chuyển cho Mexico và tiếp tục phục vụ cùng Hải quân Mexico như là chiếc Quetzalcoatl (E-03/D-101) cho đến năm 2002. Nó bị đánh chìm như như một dải san hô nhân tạo năm 2006. Vogelgesang được tặng thưởng hai Ngôi sao Chiến trận do thành tích phục vụ trong Chiến tranh Việt Nam.

## Thiết kế và chế tạo
Vogelgesang được đặt lườn tại xưởng tàu của hãng Bethlehem Steel Corporation ở Staten Island New York vào ngày 3 tháng 8 năm 1944. Nó được hạ thủy vào ngày 15 tháng 1 năm 1945; được đỡ đầu bởi cô Zenaide Vogelgesang, con gái đô đốc Vogelgesang, và nhập biên chế vào ngày 28 tháng 4 năm 1945 dưới quyền chỉ huy của Hạm trưởng, Trung tá Hải quân O. W. Spahr.

## Lịch sử hoạt động

### 1945 - 1959
Vogelgesang tiến hành chạy thử máy huấn luyện tại vùng biển ngoài khơi vịnh Guantánamo, Cuba từ giữa tháng 5 đến cuối tháng 6 năm 1945, rồi quay trở lại New York vào ngày 24 tháng 6 để sửa chữa sau chạy thử máy. Nó chuyển đến Newport, Rhode Island vào tháng 7 để thực hành tác xạ, và sang tháng 8 bắt đầu phục vụ tại Norfolk, Virginia như tàu huấn luyện những hạt nhân thủy thủ đoàn cho tàu khu trục mới. Hoạt động này bị ngắt quãng vào tháng 10, khi nó đi đến New York tham gia những lễ hội nhân ngày Hải quân, nhưng quay trở lại nhiệm vụ vào tháng 11.
Trong hai năm tiếp theo sau, Vogelgesang hoạt động từ căn cứ Norfolk, dọc theo vùng bờ Đông và khu vực quần đảo Tây Ấn, thực hành huấn luyện độc lập hay phối hợp cùng các đơn vị khác của Hạm đội Đại Tây Dương. Nó khởi hành từ Norfolk vào ngày 10 tháng 11, 1947 cho lượt phục vụ đầu tiên tại Địa Trung Hải, đi đến Gibraltar mười ngày sau đó. Sau hơn ba tháng tiến hành tập trận và viếng thăm các cảng, nó rời vùng biển Châu Âu vào ngày 2 tháng 3, 1948.

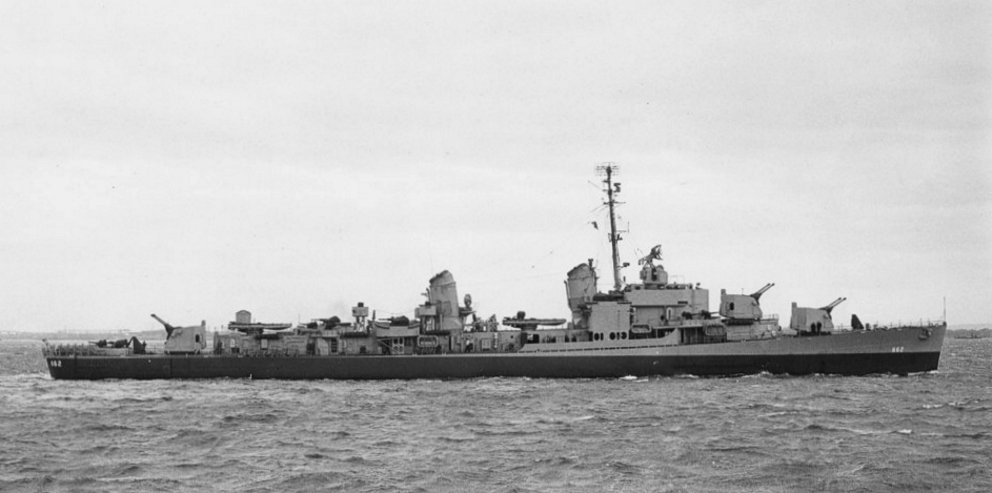
USS Vogelgesang ngoài khơi New York, tháng 4 năm 1945.

Vogelgesang về đến Norfolk vào ngày 11 tháng 3, 1948, tiếp nối các hoạt động thực hành huấn luyện thường lệ cùng Đệ Nhị hạm đội dọc theo vùng bờ Đông cho đến ngày 4 tháng 1, 1949, khi nó lại lên đường hướng sang khu vực Địa Trung Hải. Nó hoàn tất lượt bố trí phục vụ thứ hai cùng Đệ Lục hạm đội vào ngày 14 tháng 5, khởi hành từ Gibraltar cùng ngày hôm đó, và về đến Norfolk vào ngày 23 tháng 5. Trong hai tháng tiếp theo chiếc tàu khu trục được bảo trì.
Trong tám năm tiếp theo sau, Vogelgesang luân phiên năm lượt được biệt phái sang phục vụ tại khu vực Địa Trung Hải với những hoạt động thường lệ dọc theo vùng bờ Đông và khu vực biển Caribe. Ngoài ra nó còn viếng thăm các cảng Bắc Âu vào mùa Hè năm 1956 nhân chuyến đi thực tập của các học viên sĩ quan thuộc Học viện Hải quân Hoa Kỳ. Các chuyến đi sang Địa Trung Hải bao gồm các nhiệm vụ huấn luyện thông thường cùng các đơn vị thuộc Đệ Lục hạm đội hay phối hợp với hải quân các nước Khối NATO, viếng thăm các cảng. Năm 1957, nó kéo dài chuyến đi tại Địa Trung Hải vào tháng 7, khi băng qua kênh đào Suez để tiến vào biển Hồng Hải và Ấn Độ Dương, viếng thăm Aden và Massawa tại Eritrea.
Trong lượt phục vụ tiếp theo cùng Đệ Lục hạm đội tại Địa Trung Hải vào tháng 12, Vogelgesang lại băng qua kênh đào Suez để viếng thăm khu vực Ấn Độ Dương, bổ sung Bahrain và Abadan, Iran vào danh sách các cảng thăm viếng.

### 1960 - 1970
Vào các năm 1961 và 1962, Vogelgesang đã hỗ trợ cho hoạt động thu hồi các tàu không gian trong khuôn khổ Chương trình Mercury. Vào ngày 1 tháng 3, 1962, nó đi vào Xưởng hải quân Boston để được sửa chữa và nâng cấp trong khuôn khổ Chương trình Hồi sinh và Hiện đại hóa Hạm đội (FRAM: Fleet Rehabilitation and Modernization) kéo dài trong mười tháng. Con tàu được sửa chữa cấu trúc rộng rãi và bổ sung những thiết bị cảm biến và vũ khí nhằm nâng cao năng lực chống ngầm. Sau khi hoàn thành công việc vào ngày 31 tháng 1, 1963, nó đi đến khu vực vịnh Guantánamo, Cuba để hoạt động tuần tra canh phòng sau vụ Khủng hoảng tên lửa Cuba, đồng thời cũng đã đi đến ngoài khơi Cộng hòa Dominica cho một hoạt động cứu trợ nhân đạo trước khi quay trở lại hoạt động thường lệ tại Norfolk.
Trong năm 1964, Vogelgesang nó tham gia hai cuộc tập trận song phương phối hợp cùng các tàu chiến của Canada: CANUS SILEX vào tháng 3, và CANUS SLAMEX vào tháng 9. Nó đi sang Châu Âu trong tháng 10 và tháng 11 để tham gia một cuộc tập trận đổ bộ quy mô lớn: Chiến dịch Steel Pike I, được tổ chức tại khu vực bờ biển Tây Ban Nha. Vào tháng 1, 1965, nó tham gia vào Chương trình Gemini khi phục vụ cho việc thu hồi một tàu không gian không người lái; rồi đến tháng 6 nó được phái sang Địa Trung Hải cho một lượt phục vụ ngắn cùng Đệ Lục hạm đội chỉ kéo dài hai tháng. Nó lại có một đợt tập trận phối hợp giữa Hoa Kỳ và Canada vào tháng 8 trước khi quay trở lại hoạt động cùng Đệ Nhị hạm đội vào tháng 9. Chiếc tàu khu trục bước vào đợt đại tu tại Xưởng hải quân Norfolk từ ngày 3 tháng 12.
Vogelgesang hoàn tất việc đại tu và chạy thử máy vào ngày 22 tháng 3, 1966, khi nó quay trở lại hoạt động thường lệ cùng Hạm đội Đại Tây Dương. Nó cùng với Hải đội Khu trục 32 khởi hành từ Norfolk vào ngày 1 tháng 6 cho một đợt biệt phái sang hoạt động tại khu vực Tây Thái Bình Dương; Tư lệnh Đội khu trục 322 cũng có mặt trên tàu, và nó đảm nhiệm vai trò soái hạm của đội khu trục. Sau hành trình đi ngang qua kênh đào Panama, Trân Châu Cảng và Guam, Hải đội Khu trục 32 trình diện để phục vụ cùng Đệ Thất hạm đội tại căn cứ vịnh Subic, Philippines vào ngày 15 tháng 7. Đến ngày 19 tháng 7, nó lên đường hướng sang vùng biển Việt Nam trong thành phần hộ tống cho tàu sân bay Constellation (CV-64).
Đội đặc nhiệm đi đến vịnh Bắc Bộ vào ngày 28 tháng 7, nơi Vogelgesang phục vụ bảo vệ chống tàu ngầm và canh phòng máy bay trong khi chiếc tàu sân bay tiến hành không kích các mục tiêu tại Bắc Việt Nam. Nó áp sát bờ biển Nam Việt Nam vào ngày 15 tháng 8 để hỗ trợ cho lực lượng tác chiến trên bộ, và trong đêm 18-19 tháng 8, hỏa lực hải pháo 5-inch của nó đã giúp đẩy lui một cuộc tấn công của đối phương vào một vị trí gần Hương Điền, Thừa Thiên. Trong giai đoạn này, chiếc tàu khu trục đã từng viếng thăm các cảng Hong Kong và Cao Hùng, Đài Loan, cũng như thường xuyên quay trở về vịnh Subic để bảo trì và tiếp liệu. Nó hoàn tất lượt phục vụ duy nhất trong cuộc Chiến tranh Việt Nam vào ngày 10 tháng 11, khi khởi hành từ vịnh Subic cho hành trình quay trở về nhà, đi ngang qua Ấn Độ Dương, kênh đào Suez và Địa Trung Hải để quay về Norfolk. Nó hoàn tất chuyến đi vòng quanh thế giới khi về đến cảng nhà vào ngày 17 tháng 12.

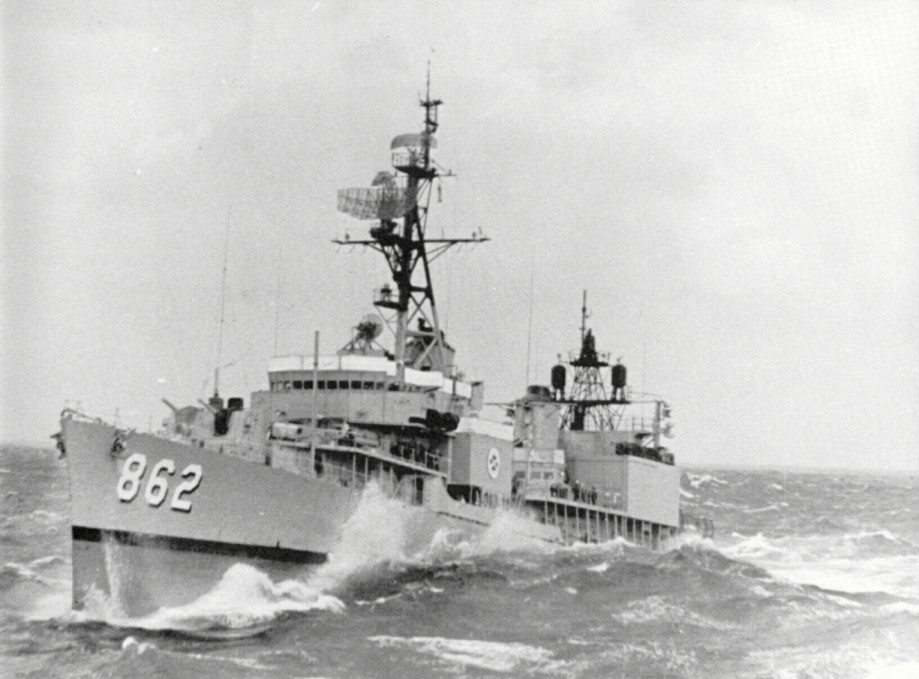
Vogelgesang trên đường đi đang lúc biển động, trong cấu hình sau khi nâng cấp FRAM, trong khoảng thập niên 1970.

Được bảo trì sau lượt biệt phái hoạt động, Vogelgesang tiếp nối nhịp điệu hoạt động thường lệ tại dọc bờ biển Đại Tây Dương xen kẻ với những chuyến đi sang Địa Trung Hải. Trong mười tháng đầu năm 1967, nó hoạt động huấn luyện tại vùng bờ Đông và vùng biển Tây Ấn, rồi đến ngày 14 tháng 11 đã khởi hành từ Norfolk cho chuyến đi sang vùng biển Địa Trung Hải. Con tàu chính thức gia nhập cùng Đệ Lục hạm đội tại Majorca, Tây Ban Nha vào ngày 24 tháng 11, và trong năm tháng tiếp theo đã hoạt động trong suốt khu vực, tiến hành huấn luyện hạm đội và viếng thăm các cảng. Nó rời Málaga, Tây Ban Nha vào ngày 13 tháng 4, 1968 để quay trở về Norfolk, hành trình kéo dài mất mười ngày.
Về đến cảng nhà vào ngày 23 tháng 4, 1968, Vogelgesang hoạt động thường lệ cùng Đệ Nhị hạm đội cho đến ngày 22 tháng 7, khi nó khởi hành từ Norfolk cho một chuyến đi đến vùng biển Nam Mỹ. Con tàu tham gia cuộc Tập trận UNITAS IX, một loạt các đợt thực hành đa quốc gia cùng hải quân các nước Châu Mỹ La tinh. Nó quay trở về Norfolk vào ngày 3 tháng 9. Những hoạt động thường lệ tại chỗ lại tiếp tục cho đến tháng 6, 1969, khi nó lên đường từ Norfolk vào ngày 2 tháng 6 để đi Boston, Massachusetts. Nó đi vào Xưởng hải quân Boston để tiến hành đại tu từ ngày 5 tháng 6, và hoàn thành công việc xưởng tàu vào cuối tháng 9. Nó rời Boston vào ngày 3 tháng 10 và về đến Norfolk vào ngày 5 tháng 10. Trong thời gian còn lại của năm, nó thực hành và huấn luyện ôn tập tại khu vực vịnh Guantánamo, Cuba, rồi quay trở về Norfolk vào ngày 14 tháng 12, 1969.

### 1970 - 1980
Vogelgesang hoạt động thường lệ cùng Đệ Nhị hạm đội cho đến ngày 30 tháng 4, 1970, khi nó lên đường cho một lượt phục vụ tại vùng biển Địa Trung Hải. Nó gia nhập Đệ Lục hạm đội tại Palma de Majorca vào ngày 12 tháng 5, và trong bốn tháng tiếp theo đã thực hành huấn luyện và viếng thăm các cảng tại khu vực. Nhịp điệu thường lệ này bị phá vỡ vào tháng 9, khi con tàu được huy động vào lực lượng hải quân phản ứng khẩn cấp được tập trung tại khu vực Đông Địa Trung Hải nhằm đối phó lại cuộc xung đột giữa quân đội Jordan với Tổ chức Giải phóng Palestine (PLO), có sự can thiệp của lực lượng vũ trang Syria. Con tàu đã ở lại khu vực từ ngày 5 tháng 9 đến ngày 6 tháng 10; và cuối cùng dưới sức ép ngoại giao và sự hiện diện của lực lượng hải quân Hoa Kỳ, phía Syria phải rút lui khỏi Jordan, trong khi hậu quả là PLO bị trục xuất khỏi lãnh thổ Jordan.
Sau khi hoàn thành nhiệm vụ, Vogelgesang rời Palma de Majorca vào ngày 8 tháng 11 để quay trở về nhà. Nó về đến Norfolk vào ngày 17 tháng 11, và ở lại cảng cho đến hết năm 1970. Chiếc tàu khu trục quay trở lại hoạt động thường lệ cùng Đệ Nhị hạm đội trong năm 1971, cho đến ngày 1 tháng 12, khi nó khởi hành từ Norfolk cho một lượt phục vụ khác cùng Đệ Lục hạm đội tại vùng biển Địa Trung Hải. Đi đến cảng Rota, Tây Ban Nha vào ngày 9 tháng 12, trong sáu tháng tiếp theo, nó hoạt động trong suốt khu vực và tham gia các cuộc tập trận, thực hành và thăm viếng cảng. Con tàu rời Rota vào ngày 23 tháng 6 để quay trở về Norfolk.
Đi đến Hampton Roads vào ngày 29 tháng 6, Vogelgesang được bảo trì cặp bên mạn tàu tiếp liệu khu trục Sierra (AD-18). Sau đó nó tiếp nối những hoạt động thường lệ từ cảng Norfolk cho đến ngày 10 tháng 10, khi nó trải qua một lượt sửa chữa kéo dài tại xưởng tàu của hãng Norfolk Shipbuilding & Drydock Corp. Công việc hoàn tất vào ngày 26 tháng 1, 1973, và con tàu hoàn thành việc chạy thử máy vào đầu tháng 2. Nó lại tiếp nối những hoạt động thường lệ, thực hiện những chuyến đi về phía Nam xa đến tận khu vực Tây Ấn.
Vào ngày 10 tháng 1, 1974, Vogelgesang được điều động từ Hải đội khu trục 2 sang Hải đội khu trục 28 và được chuyển sang nhiệm vụ huấn luyện cho Hải quân Dự bị Hoa Kỳ. Cảng nhà của nó cũng được chuyển từ Norfolk đến Newport, Rhode Island vào ngày 1 tháng 3, và nó rời Norfolk vào ngày 19 tháng 3 để đi sang cảng nhà mới, đến nơi vào ngày hôm sau. Con tàu tiếp tục phục vụ từ cảng Newport như là tàu huấn luyện cho nhân sự của Hải quân Dự bị và học viên sĩ quan dự bị, luân phiên những chuyến đi thực tập ngắn ngoài biển với những tuần lễ ở lại cảng phục vụ như nền tảng huấn luyện cố định. Thỉnh thoảng nó cũng thực hiện những chuyến đi kéo dài dọc theo vùng bờ Đông và đi đến khu vực Tây Á. Vai trò này được nó thực hiện cho đến đầu năm 1980.
Vogelgesang được cho xuất biên chế đồng thời rút tên khỏi danh sách Đăng bạ Hải quân vào ngày 24 tháng 2, 1982.

### Quetzalcoatl(E-03)

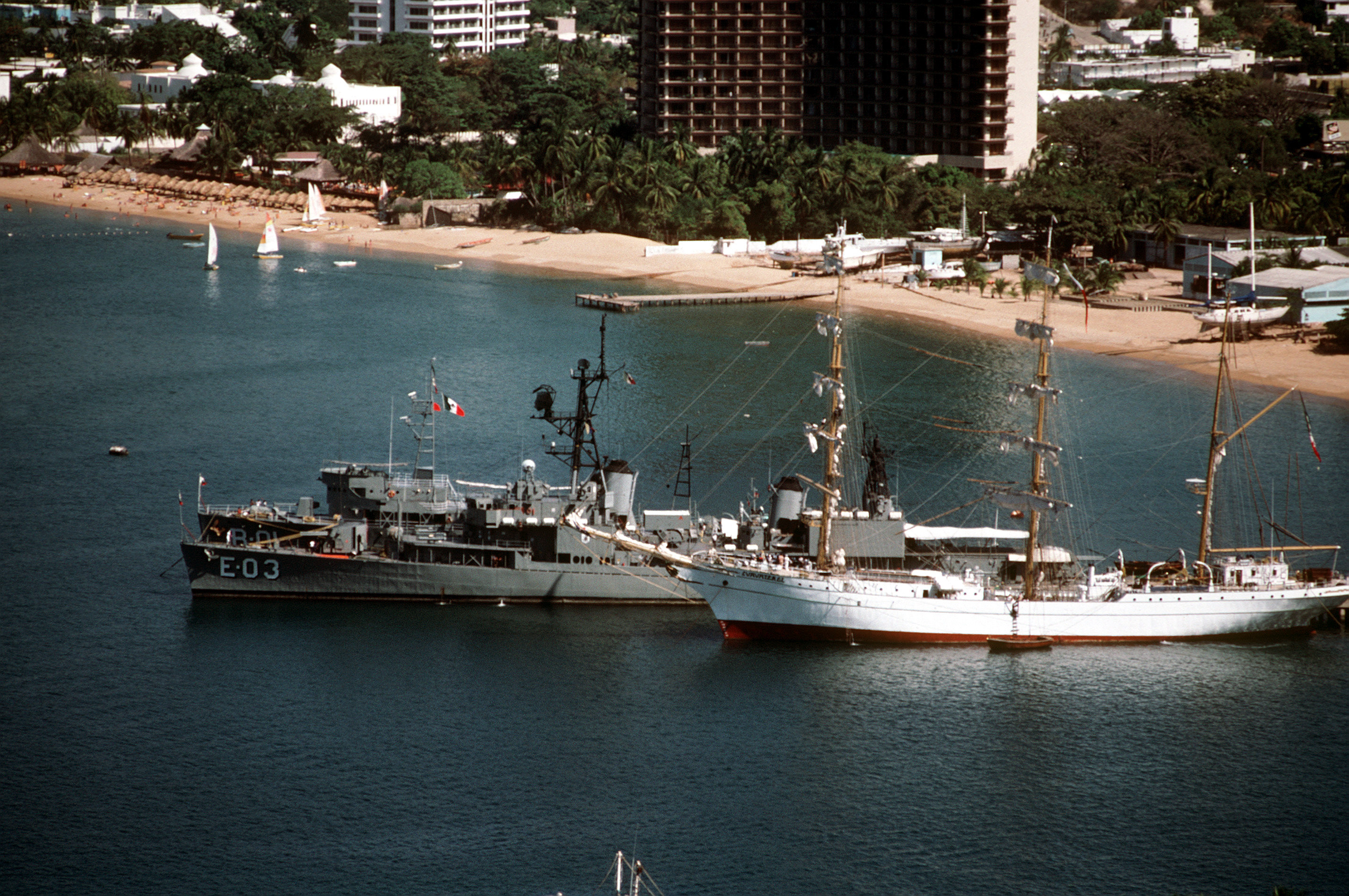
Quetzalcoatl vào năm 1985.

Con tàu được chuyển cho Mexico và tiếp tục phục vụ cùng Hải quân Mexico như là chiếc Quetzalcoatl (E-03). Vào năm 1993, nó được đổi tên thành Ilhuicamina và mang số hiệu lườn E-10, đồng thời được trang bị một khẩu hải pháo Bofors 57 mm L/70 tại vị trí "B" giữa tháp pháo 5-inch phía trước và cầu tàu. Tuy nhiên đến năm 2002 con tàu quay trở lại cái tên cũ Quetzalcoatl. Đến năm 1994, dàn ống phóng tên lửa RUR-5 ASROC và các ống phóng ngư lôi chống ngầm được tháo dỡ. Đến năm 2001, số hiệu lườn lại được thay đổi thành D 101. Con tàu được Hải quân Mexico cho xuất biên chế vào cuối năm 2002; và cuối cùng bị đánh chìm vào ngày 24 tháng 11, 2006 để tạo thành một dải san hô nhân tạo.

## Phần thưởng
Vogelgesang được tặng thưởng hai Ngôi sao Chiến trận do thành tích phục vụ trong Chiến tranh Việt Nam.